# White Hill (kulle i Antarktis)
White Hill är en kulle i Antarktis. Den ligger i Östantarktis. Australien gör anspråk på området. Toppen på White Hill är 105 meter över havet. White Hill ligger vid sjöarna  Spate och Ziyang Hu.
Terrängen runt White Hill är platt norrut, men åt sydost är den kuperad. Havet är nära White Hill åt nordväst. Trakten är glest befolkad. Närmaste befolkade plats är Zhongshan Station, 12,2 kilometer öster om White Hill. 